# Quartier Asiatique
Il Quartier Asiatique (quartiere asiatico), chiamato anche Triangle de Choisy o Petite Asie, è la più grande zona commerciale e culturale della comunità asiatica di Parigi. Si trova nel sud-est del  XIII arrondissement in un'area costellata da molti grattacieli. Nonostante il suo status di "Chinatown", il quartiere accoglie anche significative comunità vietnamite, laotiane e cambogiane.

## Storia
La prima ondata di immigrati asiatici nel quartiere era costituita da rifugiati vietnamiti fuggiti dalla Guerra del Vietnam alla fine degli anni 1970. Le ondate successive di migranti erano costituite da cinesi provenienti da Vietnam, Laos e Cambogia, che erano fuggiti dai loro paesi a seguito delle conquiste comuniste e per evitare le persecuzioni da parte dei nuovi governi. Un numero significativo di immigrati vietnamiti, arrivati in precedenza, si erano integrati nella società francese poco dopo il loro arrivo e iniziarono a trasferirsi in altre aree di Parigi e della regione circostante dell'Île-de-France, pur mantenendo le loro attività commerciali nell'area. Ciò lasciò una maggiore presenza cinese nel quartiere e portò alla creazione dell'attuale "Chinatown".

## Quartiere
Il Quartier Asiatique forma un'area approssimativamente a forma di triangolo delimitata da Avenue de Choisy, Avenue d'Ivry e Boulevard Masséna, nonché dal complesso Les Olympiades. All'interno di questo quartiere, l'attività commerciale è dominata dalle imprese cinesi e vietnamite, con un numero minore di laotiani e cambogiani. Anche le grandi catene di mercati di specialità asiatiche francesi di Tang Frères e Paristore vi mantengono o hanno trasferito le loro sedi principali. Come punto focale della popolazione asiatica della regione dell'Île-de-France, un certo numero di organizzazioni comunitarie hanno sede qui, contribuendo a soddisfare le esigenze degli immigrati e le attività culturali, in particolare per quelle dell'ex Indocina francese. La parata annuale del Capodanno cinese all'interno del quartiere è la più grande di Parigi. 
A differenza di altre Chinatown nel mondo occidentale, l'architettura cinese non è molto visibile, con l'eccezione dei numerosi templi buddisti situati in tutto il distretto.

## Demografia
Il Quartier Asiatique è la più grande Chinatown in Europa e, a differenza del piccolo ma noto quartiere cinese intorno a Gerrard Street nel quartiere Soho di Londra, rappresenta un importante nucleo di popolazione a seguito di un'immigrazione molto considerevole. L'area è popolata da quasi 200.000 persone, in gran parte di origine cinese, vietnamita e laotiana.
Originariamente era un quartiere etnico vietnamita, ma la popolazione asiatica nella zona si diversificò, negli anni 1980, quando anche altri gruppi etnici dell'Indocina si stabilirono nel distretto, e il gruppo più numeroso fu quello di etnia cinese. Nonostante gran parte dei primi immigrati vietnamiti si era integrata nella società francese e si era trasferita in altre zone di Parigi, mantenne comunque una forte presenza commerciale e culturale nel distretto. 
Le lingue utilizzate tra i gruppi di immigrati nella comunità comprendono i dialetti cantonese e teochew della lingua cinese, nonché le lingue vietnamite, laotiane e khmer. I rifugiati cinesi parlano spesso una delle ultime tre lingue oltre al loro dialetto cinese nativo, a causa della loro provenienza dall'Indocina.

## Comunità simili
Parigi ospita anche altri tre distretti asiatici entro i suoi confini. Il più notevole è quello del quartiere di Belleville nel XX arrondissement. A differenza della Chinatown e del XIII arrondissement, i cinesi etnici dell'Indocina formano una minoranza della popolazione. Anche altri gruppi etnici dell'Indocina non hanno una presenza significativa nella comunità di Belleville, mentre la stragrande maggioranza della popolazione etnica cinese di Belleville è costituita da persone originarie della città costiera della Cina orientale di Wenzhou e della provincia meridionale dello Zhejiang.
Nel frattempo, il terzo quartiere asiatico più antico ma più piccolo di Parigi si trova nel III arrondissement, vicino al Musée des Arts et Métiers. È delimitato da Rue au Maire, Rue Volta, Rue du Temple e Rue des Gravilliers. Venne istituito all'inizio del 1900, quando i migranti cinesi, specializzati nelle industrie della pelle e della porcellana cinese, arrivarono a Parigi dalla regione di Wenzhou. Durante la prima guerra mondiale, un gran numero di operai cinesi furono reclutati dall'Impero francese per contribuire allo sforzo bellico. Anche il piccolo numero che decise di rimanere in Francia dopo la guerra si stabilì nel distretto.

## Galleria d'immagini

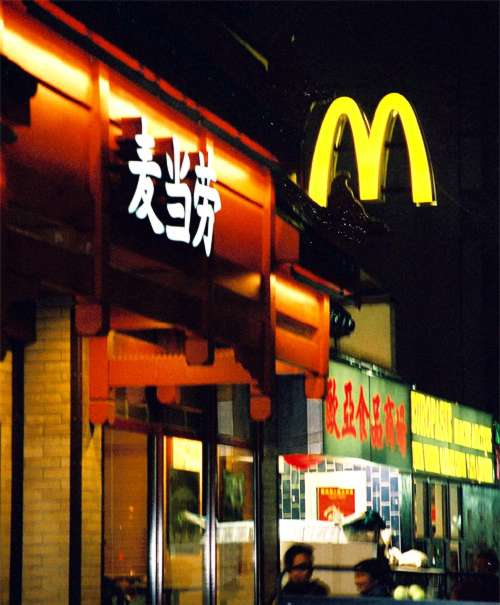
Mix di cultura nel Triangle de Choisy.
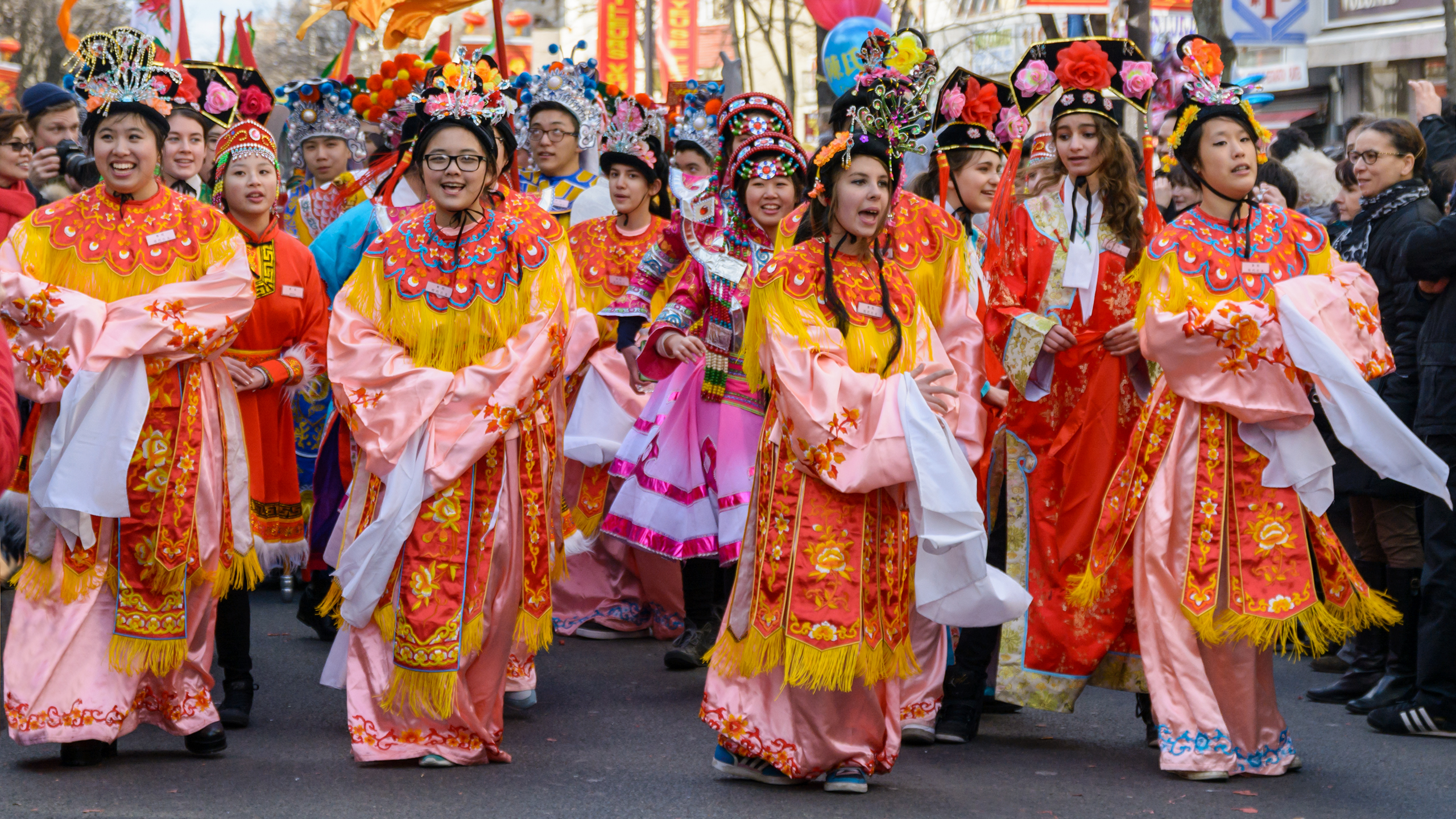
Sfilata del capodanno cinese nel 2015.
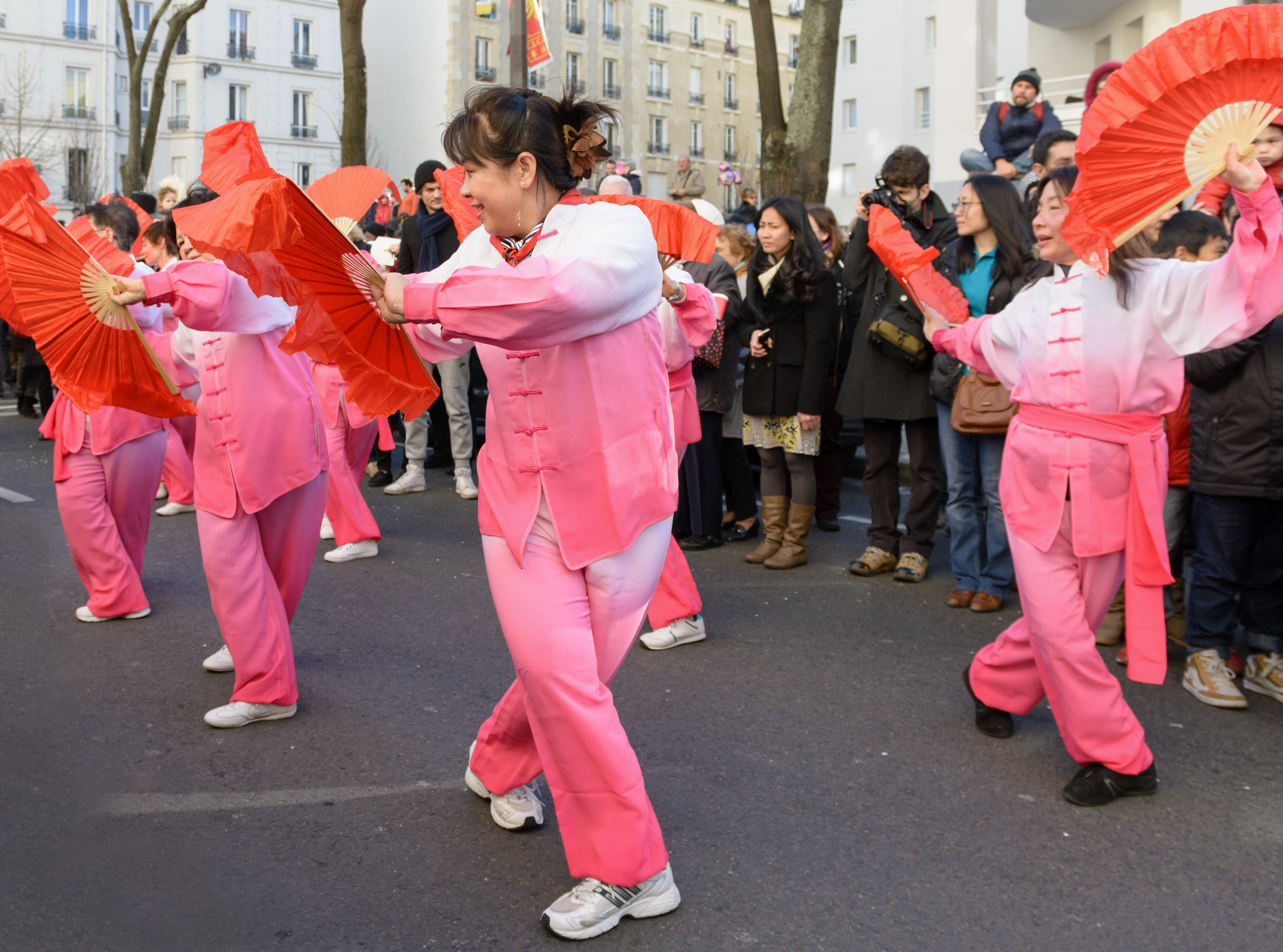
Sfilata del capodanno cinese.
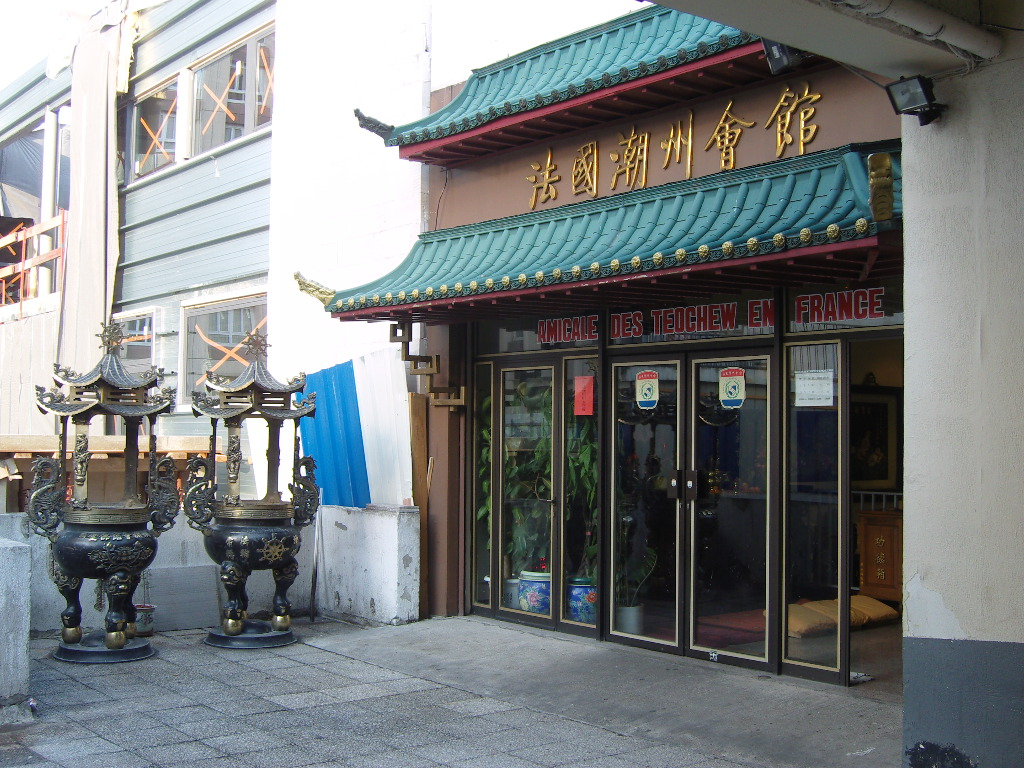
Associazione Teochew in Francia.